# Ловиц, Товий Егорович
Товий Егорович (Иоганн Тобиас) Ло́виц (нем. Johann Tobias Lowitz; 1757—1804) — российский учёный-химик, академик Санкт-Петербургской Академии наук (с 1793).

## Биография
Родился в 1757 году в Гёттингене. Датой рождения обычно указывают 25 апреля, но встречается также дата 22 апреля.
В 1768 году вместе с отцом, астрономом Г. М. Ловицем, приехал в Россию. После трагической гибели отца во время Пугачёвского бунта воспитывался у математика Леонарда Эйлера; 17-летний Иоганн Тобиас Ловиц был определён в Академическую гимназию на казённый счёт, но плохо тогда владея русским языком, после двух лет обучения не добился значительных успехов. У него развивалась болезнь, которая сопровождалась эпилептическими припадками. В 1777 году он ушёл из гимназии и устроился аптекарским учеником в Главной аптеке в Санкт-Петербурге, при которой, как и во многих других аптеках того времени, работала химическая лаборатория. Товий Ловиц много читал и занимался «химическими экспериментами» и в 1779 году стал помощником аптекаря.
В 1780 году он уехал в Германию к своему единственному близкому родственнику — дяде по материнской линии, официально оформив поездку, как командировку «для приобретения познаний». В Германии он учился в Гёттингенском университете (1780—1783), но не окончил его. С целью укрепления здоровья Ловиц начал практиковать длительные прогулки, а также предпринял два пеших путешествия: в 1782 году — по Германии через Майнц, Страсбург, Базель, Берн и через Альпы, а в 1783 году был на Везувии; кроме того, он посетил и Англию.
Вернувшись в 1784 году в Санкт-Петербург, Ловиц стал работать лаборантом в Главной аптеке и быстро прошёл должности провизора и аптекаря. Некоторые открытия в области фармацевтической химии обратили на него внимание Академии наук. В 1787 году он был принят в число членов-корреспондентов академии, в октябре 1790 года стал её адъюнктом, а 13 мая 1793 года — ординарным академиком по кафедре химии.
В 1787 году стал членом Вольного экономического общества. Уже будучи академиком, Ловиц вошёл в число членов Медицинской коллегии; по преобразовании же её он стал членом Медицинского совета. Был почётным членом различных обществ.
С 1797 года работал в домашней лаборатории, находясь официально на службе в Петербургской академии наук в качестве профессора химии.
Умер 26 ноября (8 декабря) 1804 года. Похоронен на Волковом лютеранском кладбище. Могила утрачена.
Был награждён орденом Св. Анны 2-й степени.

## Научная работа
Исследования посвящены различным проблемам химии. В 1784 году обнаружил явление пересыщения и переохлаждения растворов; установил условия выращивания кристаллов.
Открытие явления адсорбции растворенных веществ углём
5 июня 1785 года Т. Е. Ловиц открыл явление адсорбции углём в растворах и подробно исследовал его. Возникшая необходимость найти способ очистки винно-каменной кислоты, которую Ловиц получал в больших количествах в аптеке для медицинских целей, послужила толчком к открытию. При выпаривании растворов кислоты почти всегда возникало потемнение, и «желая избежать этого неприятного явления», Ловиц сделал своё открытие, имевшее в дальнейшем огромное практическое значение. Очистка с помощью угля в качестве адсорбирующего агента позволила сократить время получения винной кислоты с трех недель до трех-пяти дней. Также применение угля позволило сократить продолжительность технологического цикла при приготовлении очищенного ацетата калия. Ловиц использовал уголь при дистилляции винного уксуса, что существенно упрощало технологию изготовления и снижало себестоимость широко применявшегося в то время в качестве антисептического средства «уксусного спирта Вестендорфа».
Ловиц проводил многочисленные опыты, изучая свойства угля в качестве адсорбента на различных загрязненных жидкостях. Он выяснил, что уголь очищает грязные («коричневые») растворы солей, проясняет цвет меда, сиропа и других соков, обесцвечивает растворы красящих веществ. Выяснил действие угля на различные пахучие вещества, например, что уголь лишает простую водку запаха и вкуса сивушного масла, очищает застоявшуюся воду. Открыл также антисептическое действие угля.
Его работа «Указание нового способа сделать годной для питья воду во время морских путешествий» сразу же нашла практическое применение: питьевую воду на кораблях стали хранить в деревянных бочках со слоем угля и она месяцами не загнивала. Также метод Товия Ловица начали использовать на русских водочных заводах для очистки винного спирта-сырца.
Кристаллизация солей из растворов
Одним из первых в мире Ловиц стал изучать кристаллизацию солей из растворов. С целью использования индивидуальных кристаллических модификаций при анализе солей изготовил 288 моделей различных веществ и классифицировал их по химическим признакам. Разработал несколько рецептов охладительных смесей.
В 1789 году открыл способ получения ледяной уксусной кислоты. В 1788 году он впервые получил бетулин (кристаллическое органическое вещество, содержащееся в берёзовой воде и содержащееся также в берёзовом дёгте; белое смолистое вещество, заполняющее полости клеток пробковой ткани на стволах берёзы и придающее ей белую окраску); в 1792 году выделил кристаллическую глюкозу, дигидрат поваренной соли, в 1795 — кристаллические едкие щёлочи). Приготовил в 1796 году безводные (абсолютные) диэтиловый эфир и этиловый спирт; последний использовал для разделения солей бария, стронция и кальция. В 1790 году обнаружил и описал названные его именем дуги Ловица — оптическое явление, иногда сопровождающее гало.
От Вольного экономического общества в 1790 году он получил большую золотую медаль за сочинение «Anzeige eines neuen Mittels, Wasser auf Seereisen vor dem Verderben zu bewahren und faules Wasser wieder trinkbar zu machen» (Nova Acta Acad. Petr. — Т. 10).